# Földnyelves növénytermesztés

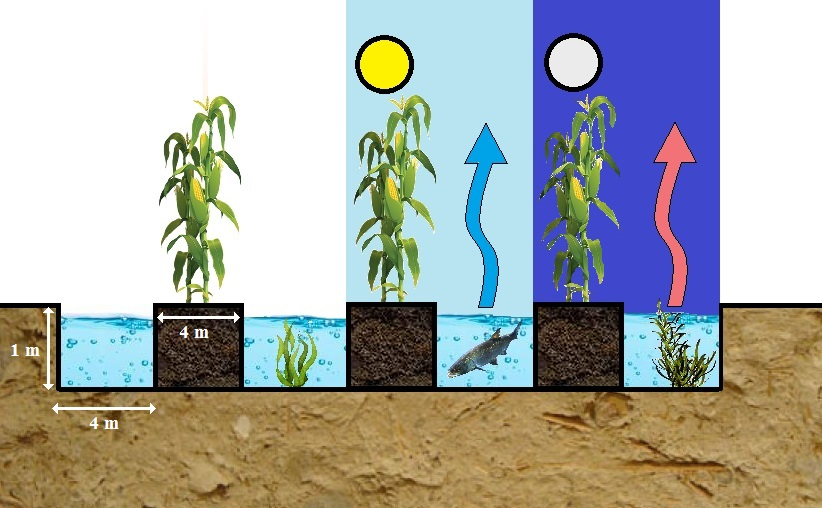
A földnyelves növénytermesztés rendszere. A földnyelvek és a csatornák 4-10 m szélesek, a földnyelvek magassága 1 m. Nappal a víz párolgásával hűti a területet, éjszaka a víz leadja az összegyűjtött hőt.

A földnyelves növénytermesztés olyan földművelési eljárás, amelyben a mezőgazdasági földterületen magaságyások és vizes árkok olyan rendszerét alakítják ki, amely optimalizálja a terület víz- és hőgazdálkodását.  Az eljárást az Andokban élő indiánok fejlesztették ki a spanyol hódítás előtt, és ma is alkalmazzák, főleg a Titicaca-tó és a Poopó-tó környéki területen Bolíviában és Peruban.
A rendszert neve kecsua nyelven Waru Waru, ajmara nyelven Suka Kollus avagy suqakollos, aminek a jelentése: ’megemelt barázdák’. Spanyolul camellón ’földnyelv, töltés, gát, árok, járdasziget’ vagy ennek többes számú alakja: camellones.

## Története
A régészeti leletek szerint a módszert az Inka Birodalom felemelkedése előtt, tehát az  i.e. 300 előtt fejlesztették ki, mások korábbra, i. e. 1000-re vagy még régebbre teszik. Egyes vélemények szerint az inkák feladták ezt a művelést, mert technikailag fejlettebb öntözési módszerre tértek át. Mások szerint i. e. 300 és i. sz. 1400 között használták ezt a rendszert, és a spanyol hódítás után merült feledésbe a technológia, miután a hódítók elhurcolták az őslakosságot. A kutatók végül az 1960-as években fedezték fel a struktúrák maradványait a Titicaca-tó környékén, és 1984 után láttak hozzá az építmények és a módszer felújításának Bolívia és Peru hegyvidéki területein.

## Kialakítása

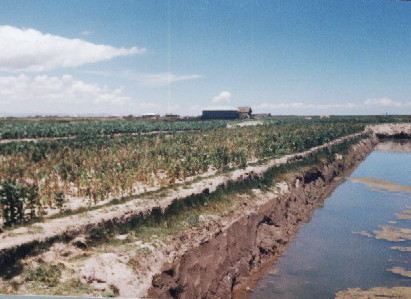
Földnyelves ültetvény a perui Ilave település közelében.

A rendszer kialakítására elsősorban olyan helyen van lehetőség, ahol az agyagos talaj megtartja a vizet. Itt egy medencét hoznak létre, és az agyagos talajt esetleg tovább is tömörítik. A medencében nem agyagos talajból töltéseket avagy földnyelveket alakítanak ki úgy, hogy a földnyelv és a létrejövő árok szélessége nagyjából azonos legyen. A medencét vízzel töltik fel. A földnyelves földművelésnek három fajtája van a rendszer vízének forrása alapján: esővizes, folyóvizes és talajvizes.
A földnyelvek ágyakként szolgálnak a növények termesztésére, míg a csatornákat víz tárolására és a növények öntözésére használják. A nem agyagos talajú földnyelvek a diffúziónak és a kapilláris hatásnak köszönhetően a környező csatornákból vizet vesznek fel és adnak le, így egyenletessé téve a növényágyak vízellátását. Más helyi mezőgazdasági módszerekkel összehasonlítva az emelt ágyak szárazság alatt megtartják a vizet, túl sok eső vagy áradás esetén pedig átengedik. A csatornavíz a nappali órákban párolgásával hűti a környezetét, ugyanakkor össze is gyűjti a hőt, megtartja, az éjszakai órákban pedig leadja, és megemeli a talajágyakat körülvevő levegő hőmérsékletét, védi a növényeket és a talajt a fagytól.
A csatornákba algát, vízi növényeket és halakat telepítenek, ezek anyagcsere termékei kiegészítő táplálékforrást biztosítanak az ágyásoknak. Az árkokat rendszeresen kotorják, és a tápanyagokban gazdag földet az ágyásokra rakják. A kialakított ágyásokban első sorban burgonyát, kinoát és kukoricát termesztenek.

## Előnyei
- Ez a technológia képes enyhíteni a szélsőséges időjárási körülmények hatásai.
- Olyan területen is használható, ahol a talaj mezőgazdálkodásra nem alkalmas.
- Az ellenálló növényfajoknál is termésnövekedést eredményez.
- Gazdag ökoszisztémát teremt.
- Az építési költségek viszonylag alacsonyak.

## Hátrányok
- Az ágyások élettartama viszonylag rövid, kb. 3 évente újra kell építeni a rendszert.
- Éves karbantartásra is szükség van, ezt általában a száraz évszakban vagy a betakarítás után hajtják végre, amikor az idénymunkások rendelkezésre állnak.